# Chiesa di Sant'Ippolito (Roma)
La chiesa di Sant'Ippolito è un luogo di culto cattolico di Roma situato nel quartiere Nomentano, in viale delle Provincie.

## Storia
Fu voluta da papa Pio XI e costruita tra il 1933 ed il 1934 dall'architetto Clemente Busiri Vici; fu benedetta il 23 dicembre 1934 e la prima messa vi fu celebrata la notte di Natale; venne solennemente consacrata il 4 ottobre 1938. La chiesa fu dedicata a sant'Ippolito martire, la cui catacomba si trova nelle vicinanze.
La chiesa è sede parrocchiale, istituita il 26 maggio 1935 con il decreto del cardinale vicario Francesco Marchetti Selvaggiani Pastoris Boni vestigiis; inizialmente affidata ai Frati Minori Cappuccini, dal 1985 è gestita dal clero diocesano.
Dal 14 febbraio 2015 insiste su di essa l'omonimo titolo cardinalizio.

## Descrizione

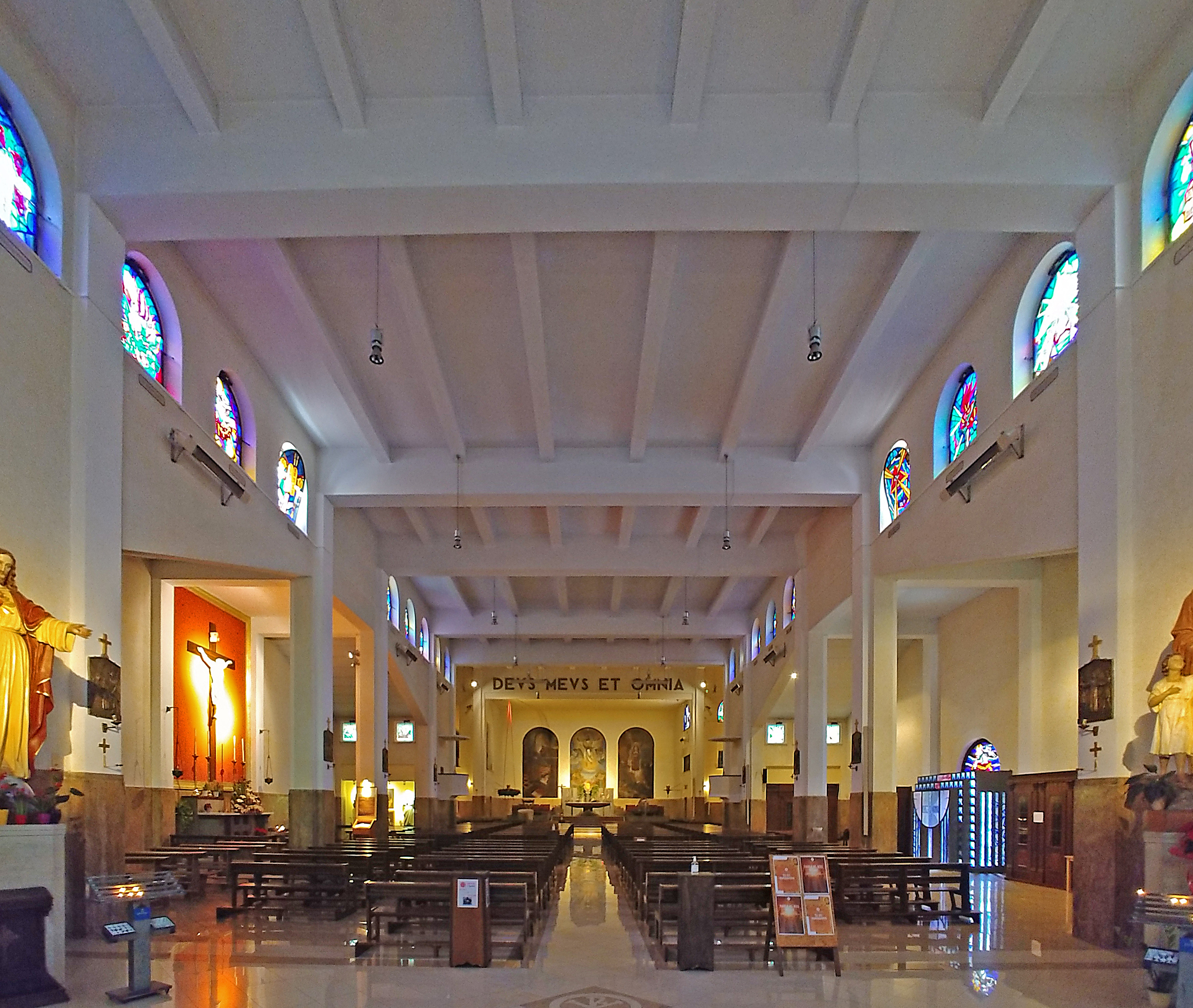
Interno

La chiesa è rivestita esternamente da mattoni, che richiamano la povertà francescana. Un'ampia scalinata conduce alla porta centrale, affiancata da due più piccole: sull'architrave v'è la scritta Pax et bonum, sovrastato da un vetro istoriato raffigurante il volto di Cristo. Lungo il fianco destro della chiesa si eleva la torre campanaria a pianta quadrata che accoglie un concerto di tre campane fuse dalla ditta Cavadini di Verona.
L'interno della chiesa, per la maggior parte intonacato di bianco, è a tre navate, divise da pilastri in cemento, con transetto; il soffitto, anch'esso in cemento, richiama nelle sue linee i soffitti a cassettoni delle chiese antiche. La chiesa è dominata dall'abside con le sue tre opere e la grande scritta, di ispirazione francescana, Deus meus et omnia:
- l'affresco centrale raffigura la Gloria di sant'Ippolito, opera di Orazio Amato del 1950: il santo è rappresentato in abiti sacerdotali mentre, con le braccia allargate, ascende verso l'alto, sostenuto da due angeli; i volti dei personaggi sono ispirati ai frati francescani che all'epoca abitavano il convento annesso alla chiesa;[6]
- le due tele laterali, raffiguranti il Miracolo eucaristico di santa Chiara d'Assisi e San Lorenzo da Brindisi, furono realizzate da Franco Casetti nel 1960.[7][8]

Nel transetto sono esposte due tele: la tela di San Francesco patrono d'Italia di Gustavo Solimene (1941), ove è raffigurato papa Pio XII ( colui che proclamò nel 1939 il santo patrono d'Italia); l'Apparizione di Lourdes, dello stesso Solimene, realizzata nel 1940.
Altre opere presenti nella chiesa sono:
- un crocifisso in gesso con croce in legno, realizzato negli anni 1930 e collocato su altare laterale di sinistra;[11]
- i pannelli bronzei della Via Crucis, opera di Domenico Mastroianni composti tra il 1934 ed il 1938;[12]
- negli anni 1960 furono sostituite le finestre di colore neutro con vetrate policrome in vetri Dalles e resina realizzate dall'artista Luciano Vinardi; il programma iconografico delle vetrate si affida ad una narrazione per simboli di temi teologici, biblici, di ispirazione liturgica e devozionale. Tale programma fu discusso e condiviso con il frate francescano Umberto Lovera. Procedendo dall'ingresso incontriamo lungo il lato destro le vetrate: Il Nome di Maria; Il Volto santo; Strumenti della Passione; Lo Spirito Santo; Il Figlio; Dio Padre; Agnus Dei; Carità; Speranza; Fede; Prudenza; Giustizia; San Francesco e la natura; La Cena in Emmaus. E procedendo dall'ingresso lungo il lato sinistro della chiesa si susseguono le vetrate: Il Nome di Gesù; Santità; Grazia; Divin Fuoco; Eucaristia; Tavole della Legge; Obbedienza; Castità; Povertà; Temperanza; Fortezza. Altre vetrate vennero realizzate ancora in epoca più recente.[13]
- Nelle due cappelle del transetto si possono ammirare anche i graffiti, realizzati dall'artista Luciano Vinardi nel 1965 che raffigurano episodi della vita di Maria e di san Francesco. Le scene erano state originariamente graffite sul fondo grigio dell'intonaco, mentre in anni recenti la monocromia delle pitture è stata alterata dal rifacimento degli intonaci in un tono giallo.[14]

Sulla cantoria alla sinistra del presbiterio si trova l'organo a canne, costruito dalla ditta Pinchi nel 1957; a trasmissione elettrica, dispone di 23 registri su due manuali e pedale.